# Atia Starsza

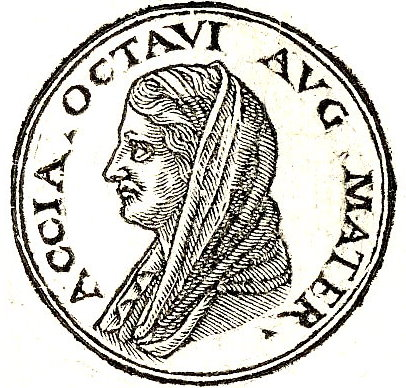
Atia Balba Caesonia.

Atia Starsza, właśc. Atia Balba (ur. 85 p.n.e., zm. 43 p.n.e.) – córka Julii Młodszej (Iulia Minor) i Marka Atiusza Balbusa, siostrzenica Juliusza Cezara.
W latach ok. 65 p.n.e.–58 p.n.e. żona Gajusza Oktawiusza, matka Oktawii Młodszej i cesarza Oktawiana Augusta. Po śmierci Gajusza Oktawiusza jej drugim mężem został Lucius Marcius Philippus, konsul i zwolennik Juliusza Cezara. Lucius zadbał o edukację dzieci Atii z pierwszego małżeństwa i wydał Oktawię Młodszą za Gajusza Klaudiusza Marcellusa z plebejskiej gałęzi rodu Klaudiuszów.
Atia przetrwała w pamięci potomnych jako stateczna rzymska matrona i osoba religijna.